# Minardi

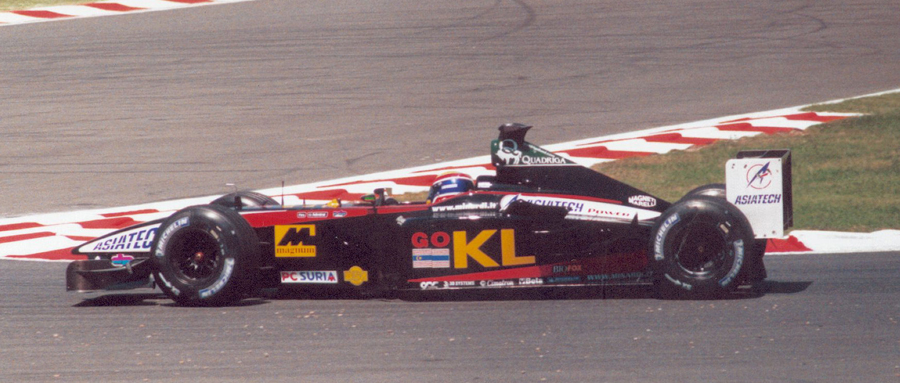
Mark Webber in 2002 in de Minardi waarmee hij 5de werd in zijn thuisrace.

Minardi was een Formule 1-team, en werd in 1979 opgericht door Giancarlo Minardi. Het team heeft in de periode 1985-2005 meegedaan aan de Formule 1 wereldkampioenschappen, maar met weinig succes.
Sinds het team begon te racen in de Formule 1 heeft het maar 38 punten gescoord in het kampioenschap (hoewel dit getal in de nieuwe telling vrijwel vier keer zo hoog zou zijn). Iets meer dan de helft van de punten is gescoord door de eerste coureur van het team, Pierluigi Martini, terwijl 7 punten werden gescoord in de vreemde Grand Prix van Indianapolis in 2005, waar maar 6 coureurs aan de start verschenen door een probleem met veiligheid van banden. De Minardi coureurs werden 5e en 6e. Het team heeft nog nooit een podiumpositie veroverd, de beste positie was 4e (Martini 2 maal in 1991, en Christian Fittipaldi in 1993).
Het team dat op instorten stond werd in 2001 gekocht door de Australische zakenman Paul Stoddart. Stoddart heeft sinds zijn overname campagne gevoerd voor het omlaag brengen van de kosten in de sport. Hij heeft de verschillende automerken gevraagd om een overeenkomst waarbij de onafhankelijke (en over het algemeen minder rijke) teams in de Formule 1 goedkopere deals krijgen op motoren dan dat nu het geval is. In ruil hiervoor zouden de hoofden van de teams hun gewicht gooien achter tegenstand tegen enige nieuwe regelgeving die de Fédération Internationale de l'Automobile moet reguleren (zoals de ban op tractiecontrole). In 2005 was het nog niet gelukt om zo'n deal te sluiten.
In 2003 werd Jos Verstappen aangetrokken om Minardi weer op de rit te krijgen. Omdat Verstappen al enige tijd niet meer in een Formule 1-wagen had gereden, werd een oude Minardi PS01 uit het stof gehaald. Omdat Minardi geen bandenleverancier had (met Michelin had men geen contract meer en met Bridgestone was men nog in onderhandeling), haalde men bij Avon Formule 3-banden. Deze banden waren niet gebouwd op de krachten die een F1 wagen met zich mee bracht, dus na maximaal 10 ronden, moesten er nieuwe banden onder de wagen gelegd worden.
Verstappen bracht flink wat sponsoren mee, maar desondanks werd het een teleurstellend seizoen. Ook de verandering van teamgenoten maakte het er niet beter op. Verstappen begon het seizoen met Justin Wilson, maar maakte het seizoen af met Nicolas Kiesa. Wilson vertrok naar Jaguar.
Minardi werd in 2004 vertegenwoordigd door twee beginners, Italiaan Gianmaria "Gimmi" Bruni en Hongaar Zsolt Baumgartner. Baumgartner scoorde Minardi's eerste punt in meer dan twee jaar tijdens de Amerikaanse Grand Prix toen hij als 8e eindigde (maar 8 wagens haalden de eindstreep).
In 2005 heeft Minardi de diensten van Nederlander Christijan Albers en Oostenrijker Patrick Friesacher ingehuurd. Echter halverwege het seizoen is Patrick Friesacher ingeruild voor een tweede Nederlander, Robert Doornbos.
Hoewel het succes van Minardi niet geweldig was, hebben er de laatste jaren veel Grand Prix winnaars bij het team gereden voordat ze bij andere teams succes hadden. Giancarlo Fisichella, Jarno Trulli, Mark Webber en Fernando Alonso behoren tot deze groep.
In september 2005 werd bekend dat Red Bull Minardi zou overnemen. Na 26 jaar stopt het team onder de naam Minardi. Vanaf 1 november 2005 is de naamsverandering in "Scuderia Toro Rosso" (Italiaanse vertaling voor Team Red Bull) een feit. Red Bull krijgt hiermee een tweede team op de Formule 1 startgrid nadat ze een jaar eerder al het Jaguar team hadden overgenomen en dit hadden omgedoopt in Red Bull Racing.

## Terug naar de Euro 3000 series
In januari 2006 werd de terugkeer van de naam Minardi op de circuits aangekondigd. Niet in de Formule 1, maar in de Euro 3000 series. Minardi werkte in die klasse samen met het Italiaanse Italian GP Racing. Deze samenwerking vond plaats onder de naam Minardi Team by GP Racing. In 2006 werd het team tweede in de eindklassering, achter het team van voormalig Minardi F1 coureur Giancarlo Fisichella, FMS.

## Minardi Team USA

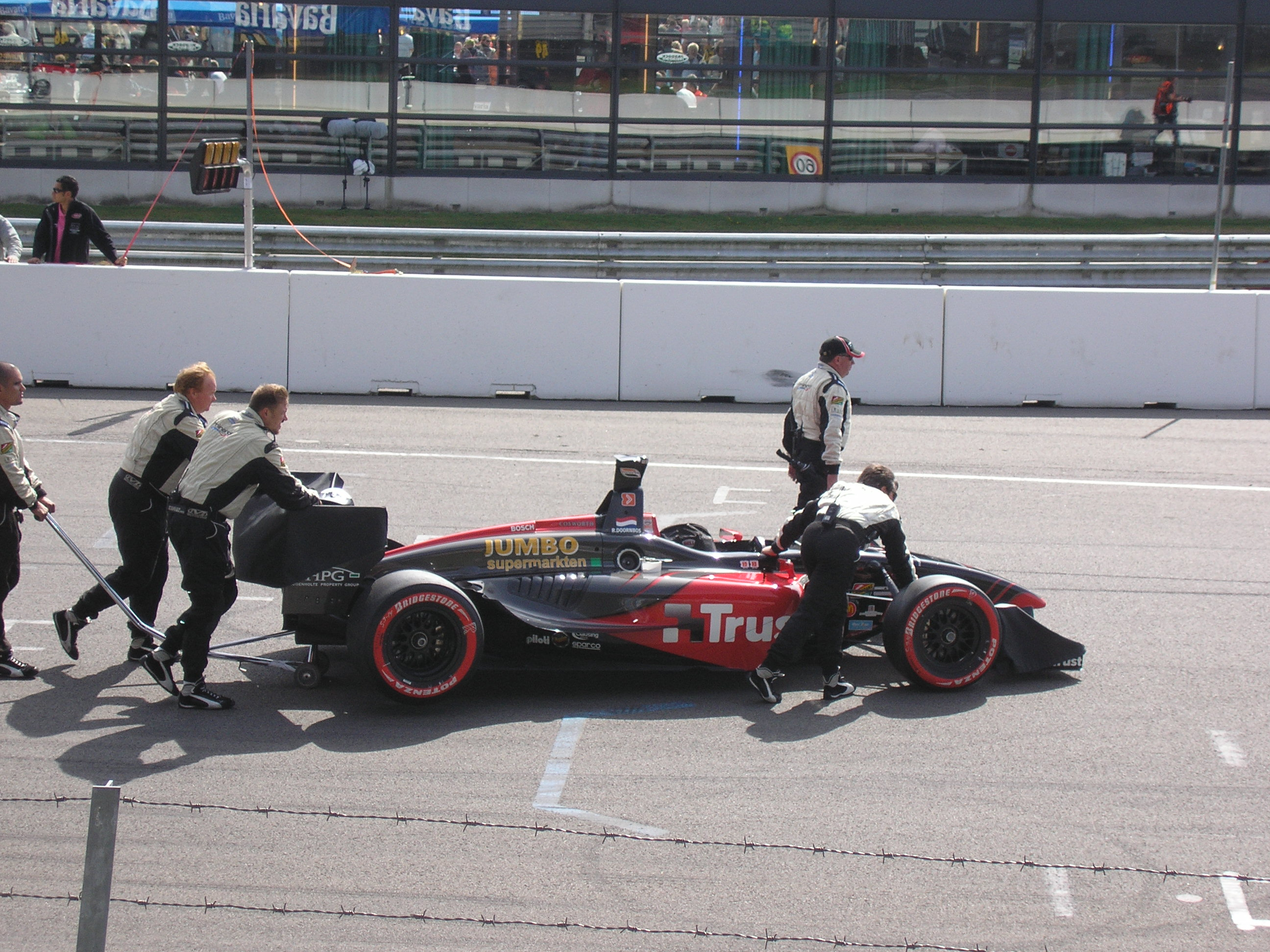
De auto van Doornbos wordt naar de startplek geduwd tijdens de Dutch ChampCar Grand Prix in 2007

Op 18 december 2006 werd bekendgemaakt dat Paul Stoddart samen met Muermans het Minardi Team USA zal opzetten, dat uitkomt in de Champ Car World Series. Ze kochten hiervoor het CTE Racing-HVM team over. De coureurs voor 2007 zijn Robert Doornbos en Dan Clarke. In de eerste race van het team in Las Vegas wist Robert Doornbos direct het podium te behalen, met een tweede plaats. Ook in de races van Houston, Portland en in Cleveland stond Robert Doornbos op het podium. In Mont-Tremblant won hij na een rondenlang gevecht met zijn naaste rivaal Sébastien Bourdais zijn eerste race in Champ Car World Series. Na afloop van de race weigerde hij Robert Doornbos te feliciteren omdat hij van mening was dat hij door hem was geblokt op de baan. Zijn overwinning kreeg een vervolg op het circuit van San-José waar hij, na slechts 15de te zijn gestart, de race won. In Elkhart Lake viel Robert Doornbos uit, maar voor het eerst dat seizoen stond zijn teamgenoot Dan Clarke op het podium.